# Türkisch-Deutsche Gesundheitsstiftung
Die Türkisch-Deutsche Gesundheitsstiftung e.V. (TDG) ist eine Stiftung, die sich besonders für die medizinische Versorgung der in Deutschland lebenden Türken engagiert. Sie unterstützt Menschen mit Migrationshintergrund im sozialen und medizinischen Bereich. Die Türkisch-Deutsche Gesundheitsstiftung wurde 1988 vom Vorsitzenden Yaşar Bilgin, Professoren, Ärzten und Personen aus der Politik und dem öffentlichen Leben gegründet.
Die Stiftung besitzt neben ihren Büros in Gießen, Stuttgart und Berlin auch Standorte in Istanbul und Izmir.

## Ziele
Hauptziel der Stiftung ist es, die Gesundheitsprobleme der in Deutschland lebenden Türken zu untersuchen und sicherzustellen, dass ihre Ergebnisse direkt bei der Patientenversorgung berücksichtigt werden.
Die Stiftung führt Aktivitäten wie Information, Sensibilisierung, Konsultation und Symposien in Deutschland zu Gesundheitsfragen durch.
1. Sensibilisierung der Türken in Deutschland mit Symposien zu Gesundheitsfragen
2. Organisation wissenschaftlich-medizinischer Kongresse zwischen Ländern für den Erfahrungsaustausch
3. Entwicklung sozialer und kultureller Beziehungen zwischen türkischen und deutschen Bürgern
4. Vor allem die Entwicklung der technischen Ausrüstung des Gesundheitssystems der Türkei
5. Überschuss von medizinischen Instrumenten in Deutschland werden international gespendet
6. Unterstützung und Planung der Berufsausbildung von Krankenhäusern und Krankenschwestern türkischer Jugendlicher im Bereich Medizin und Gesundheit
7. Forschungsprojekte zur Behandlung typischer Krankheiten türkischer Auswanderer
8. Kostenübernahme für die Ausbildung von Ärzten aus der Türkei
9. Durchführung gemeinsamer wissenschaftlicher Studien mit Universitäten oder Austausch von Fachpersonal[4]
10. Patientenbetreuung von den Patienten, die nicht in der Türkei behandelt werden können, in Deutschland[5]

## Projekte
Die TDG organisiert überwiegt kommunale und landesweite Projekte, besitzt aber auch bundesweite und internationale Projekte.

### Frühstart
Das Projekt „frühstart“ wurde 2004 seitens der TDG, der Hertie-Stiftung, der Herbert-Quandt-Stiftung und vom Hessischen Sozialministerium initiiert. Die Ziele des Projektes beinhalten unter anderem die Sprachförderung von Kindern mit Migrationshintergrund und deutschstämmigen Kindern mit geringen Deutschkenntnissen bereits im Kindergarten. Außerdem wird auch die kulturelle Sensibilität gefördert und die Eltern in den Bildungsweg der Kinder intensiver integriert. Bezweckt wird durch dieses Projekt eine nachhaltige Förderung der Kinder damit diese in ihrem zukünftigen Leben erfolgreich werden.
Aktuell nehmen 43 Kindergärten verschiedener Träger in 12 hessischen Städten an frühstart teil. Projektleiter ist Stephan Kordts.

### Interkulturelle Medizinische Ambulanz
Aufgrund der mangelnden Sprachkenntnisse der Patienten und Ärzte kommt es öfters zu sprachlichen Barrieren, die oft zu Fehldiagnosen führen können. Deswegen wurde 2015 die Ambulanz gegründet, die Patienten einen Behandlung in ihrer Muttersprache anbietet und eine sprachliche Brücke zwischen Arzt und Patient aufbaut. Sie dient unter anderem als Kontaktstelle, Begleiter und Helfer für Menschen mit Migrationshintergrund. Die Ambulanz bietet beispielsweise eine Behandlung in Türkisch, Aramäisch, Arabisch oder Englisch an. Die Mediziner behandeln die Patienten und leiten sie dann im Klinikum an die notwendigen Stellen weiter.
Leitender Oberarzt ist Yasar Bilgin.

## Kooperationen
Die Türkisch-Deutsche Stiftung betreibt Kooperationen mit bundesweiten und internationalen Organisationen, unter anderem mit dem Ministerium für Soziales, Ministerium für Gesundheit, Ministerium für Arbeit sowohl in Deutschland als auch in der Türkei und auch mit Universitäten, wie z. B. Universitätsklinikum Gießen und Marburg, Heidelberg, Augsburg und Fulda und in der Türkei Universitätsklinika Ankara, Malatya, Mersin, Zonguldak und Istanbul.

## Preise
- 2005: Hessischer Integrationspreis
- 2008: Hessischer Integrationspreis
- 2011: Urkunde für Engagement und Zivilcourage der Bfdt (für das Projekt „Migranten stärken gegen Sucht und Gewalt“)
- 2014: Urkunde für Engagement und Zivilcourage der Bfdt (für das Projekt „die Genc-Preis Initiative“)
- 2015: Dfg. Award der Branchenpreis des Gesundheitswesen
- 2021: Hessischer Integrationspreis